# Удавы
Удавы (лат. Boinae) — одно из трёх подсемейств семейства ложноногих.
Главный отличительный от питонов признак — отсутствие надглазничной кости и яйцеживорождение.

## Виды
| Подсемейство Удавы -- 5 видов |                |     |         |                     | |
| Род                           | Автор          | Вид | Подвид* | Русское название    | Распространение |
| BoaT                          | Linnaeus, 1758 | 4   | 9       | Обыкновенные удавы  | Мексика, Центральная Америка, Южная Америка, Мадагаскар и Реюньон. |
| Candoia                       | Gray, 1842     | 4   | 2       | Тихоокеанские удавы | от Самоа и Токелау на запад через Меланезию до Новой Гвинеи и Молуккских островов. |
| Corallus                      | Daudin, 1803   | 7   | 2       | Узкобрюхие удавы    | Центральная Америка, Южная Америка и Вест-Индия. В Центральной Америке они встречаются в Гондурасе, восточней Гватемалы в Никарагуа, Коста-Рике и Панаме. Их ареал в Южной Америке включает Тихоокеанскую часть Колумбии и Эквадора, а также Амазонскую низменность от Колумбии, Эквадора, Перу и северной Боливии через Бразилию до Венесуэлы, Маргариты, Тринидада, Тобаго, Гайаны, Суринама и Французской Гвианы. В Вест-Индии они встречаются на острове Сент-Винсент, Гренадинах, Гренаде и Подветренных островах. |
| Epicrates                     | Wagler, 1830   | 10  | 21      | Гладкогубые удавы   | с юга Центральной Америки через Южную Америку и на юг до Аргентины, а также в Вест-Индии. |
| Eunectes                      | Wagler, 1830   | 3   | 1       | Анаконды            | Тропическая Южная Америка от Колумбии и Венесуэлы на юг до Аргентины. |

*) Не считая подвиды-кандидаты.

T) Типовой род.